# 대합 (수학)

대합의 예.

수학에서 대합(對合, 영어: involution 인볼루션[*])은 정의역과 공역이 같고, 스스로의 역함수인 전단사 함수이다.

## 예
군에서, 역원사상 {\displaystyle x\mapsto x^{-1}}은 대합을 이룬다. 정사각 행렬의 환에서, 전치행렬사상 {\displaystyle M\mapsto M^{T}}도 대합을 이룬다. 복소수의 복소켤레 {\displaystyle z\mapsto {\bar {z}}}도 대합의 일종이다.

## 같이 보기
- 자기 동형 사상
- 멱등법칙
- ROT13